# Ghabidolla Äbdirachymow
Ghabidolla Rachmatollauly Äbdirachymow (kasachisch Ғабидолла Рахматоллаұлы Әбдірахымов, russisch Габидулла Рахматуллаевич Абдрахимов; * 23. Januar 1975 in Kirowo, Kasachische SSR) ist ein kasachischer Politiker.

## Leben
Äbdirachymow wurde 1975 im Dorf Kirowo im Gebiet Südkasachstan (heute Türkistan) geboren. 1996 erwarb er einen Abschluss in Wirtschaft und Rechnungswesen an der Kasachischen Staatlichen Agraruniversität in Almaty. Anschließend arbeitete er zunächst als Assistent an der Universität und verbrachte dann zwei Jahre in Deutschland, wo er dank des kasachischen Stipendienprogramms Bolschaq 1999 einen Abschluss in öffentlicher Verwaltung erwarb.
Ab Juni 1999 arbeitete er in verschiedenen Positionen, unter anderem als Abteilungsleiter und Berater des Vorsitzenden, bei der kasachischen Agentur für Angelegenheiten des öffentlichen Dienstes. Im Juni 2001 wurde er stellvertretender Vorsitzender der Agentur und ab dem 24. November 2003 leitete er die Agentur als Vorsitzender. Am 14. Oktober 2005 wurde Äbdirachymow von Sauytbek Turysbekow auf diesem Posten abgelöst und stattdessen erneut stellvertretender Vorsitzender. Nach rund zwei Jahren löste er Turysbekow ab und war ab dem 14. Januar 2008 zum zweiten Mal Vorsitzender der Agentur für Angelegenheiten des öffentlichen Dienstes. Im Oktober desselben Jahres wurde er zum Leiter des Büros des Premierministers ernannt. Nach vier Jahren in dieser Position war er ab dem 2. Februar 2012 Vorsitzender der Agentur für Wettbewerbsschutz und seit Januar 2013 stellvertretender Leiter der kasachischen Präsidialverwaltung.
Am 19. August 2015 wurde Äbdirachymow zum Äkim (Bürgermeister) der Stadt Schymkent ernannt. Nach zwei Jahren an der Spitze der Stadtverwaltung musste er dieses Amt wieder verlassen und bekam stattdessen einen Posten in der Präsidentenpartei Nur Otan. Nachdem Schymkent im Juni 2018 in den Status einer Stadt mit nationaler Bedeutung erhoben wurde, wurde er erneut zum Äkim der Stadt ernannt. Am 30. Juli 2019 wurde er von seinem Posten entlassen.